# Museo di Casa Romei
Il Museo di Casa Romei si trova all'interno di Casa Romei, in via Savonarola, a Ferrara.

## Storia

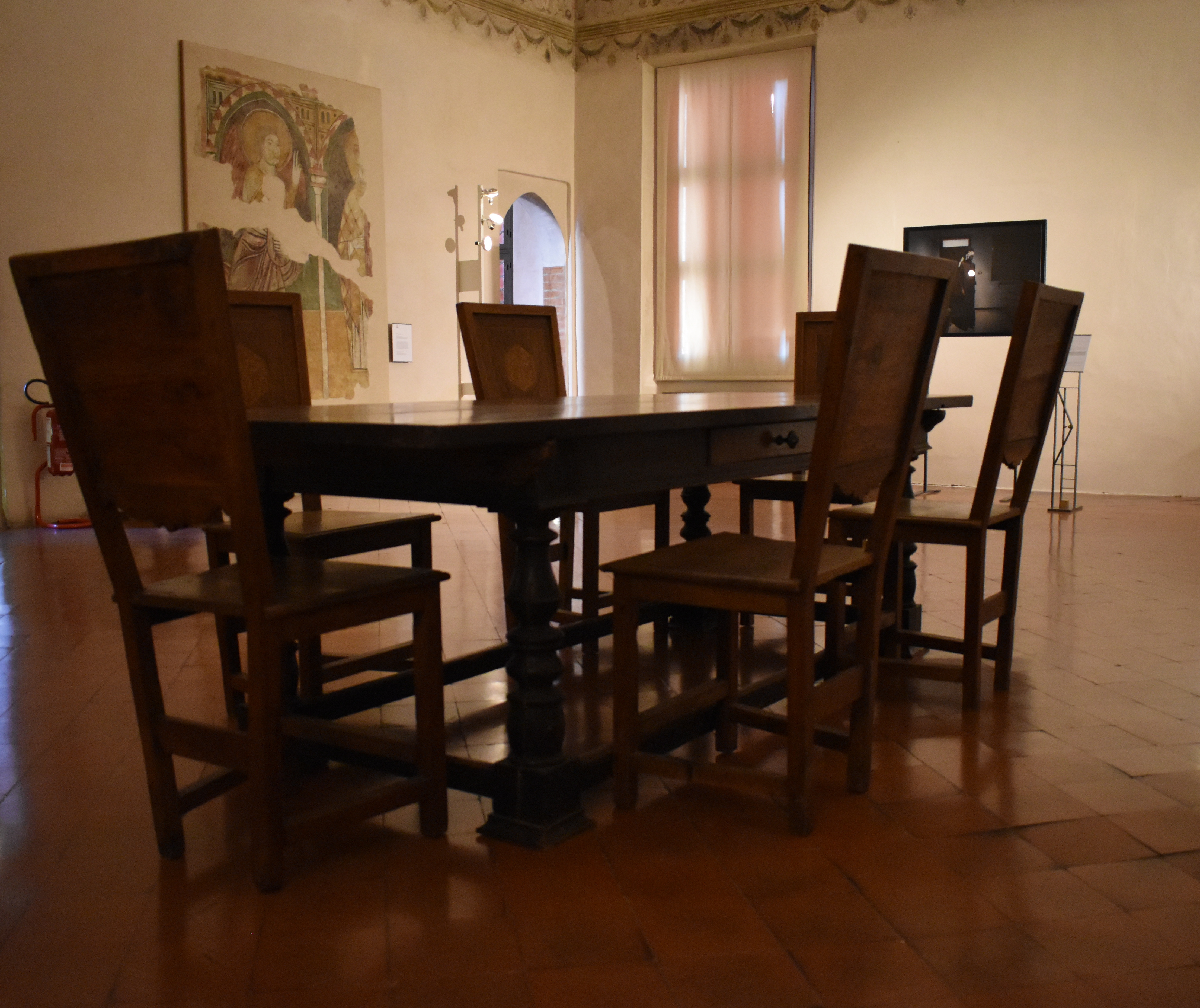
Museo di Casa Romei, sala espositiva

La nobile dimora rinascimentale è diventata sede museale nel 1953.